# Sandrine Veysset
Sandrine Veysset (geboren am 29. März 1967 in Avignon) ist eine französische Filmregisseurin.

## Leben
Veysset studierte zunächst Literatur und plastische Kunst in Montpellier und arbeitete als Filmdekorateurin. Ihre ersten Arbeiten lieferte sie für Leos Carax’ Film Die Liebenden von Pont-Neuf. Ihr Regiedebüt war der Film Gibt es zu Weihnachten Schnee? aus dem Jahre 1996, dessen Drehbuch sie bereits 1991 schrieb. Sie gewann für Gibt es zu Weihnachten Schnee 1996 den Prix Louis Delluc sowie 1997 den César in der Kategorie Bestes Erstlingswerk. Weitere Filme von ihr sind Victor aus dem Jahre 1998 und Martha … Martha aus dem Jahre 2001, der in Cannes mit dem FIPRESCI-Preis ausgezeichnet wurde. Sie arbeitete mehrmals mit Humbert Balsan zusammen.

## Filmografie
- 1996: Gibt es zu Weihnachten Schnee? (Y’aura t’il de la neige à Noël?)
- 1997: Nous, sans-papiers de France (Kurzfilm, Koregie)
- 1998: Victor (Victor … pendant qu'il est trop tard)
- 2001: Martha … Martha
- 2006: Il sera une fois …
- 2013: Le tourbillon de Jeanne (TV-Serie, 5 Folgen)
- 2016: L’histoire d’une mère

## Auszeichnungen
- 1996: Prix Louis Delluc für Gibt es zu Weihnachten Schnee?
- 1996: FIPRESCI-Preis, Viennale, für Gibt es zu Weihnachten Schnee?
- 1997: César, Bestes Erstlingswerk, für Gibt es zu Weihnachten Schnee?
- 1999: FIPRESCI-Preis, International Film Festival Rotterdam, für Victor
- 2001: FIPRESCI-Preis, Quinzaine des réalisateurs der Interantioalen Filmfestspiele von Cannes, für Martha … Martha